# Cellule artificielle
Les cellules artificielles sont des cellules construites à partir d'éléments artificiels. C'est une technologie émergente.
Jusqu'à récemment, toutes les tentatives pour créer la vie artificielle n'avaient abouti qu'à des « pseudo-cellules » capables d'assurer la plupart des fonctions d'une cellule vivante, comme la transcription et traduction de protéines et la production d'ATP, mais qui n'étaient pas encore des cellules totalement opérationnelles.
Ces cellules artificielles sont utilisées en médecine notamment pour traiter des empoisonnements à l'aide de cellules artificielles emplies de charbon.
D'autres essais sont en cours pour traiter d'autres troubles médicaux comme le diabète, par exemple.

## Historique
En 1956 Thomas Chang, étudiant de 1er cycle en physiologie, créé dans sa chambre d’étudiant, à l'aide d'un atomiseur à parfum, de minuscules sphères en plastique qui peuvent contenir de l’hémoglobine, le composé des globules rouges chargé du transport de l’oxygène et de l’élimination du gaz carbonique.
En 2010, une équipe de l'Institut J. Craig Venter synthétise le génome de Mycoplasma mycoides (en) (1,08 Mb, 573 gènes) et l'introduit dans une cellule de M. capricolum (en) privée de son matériel génétique, créant ainsi une nouvelle souche de M. mycoides dénommée JCVI-syn1.0. Cette première constitue une avancée importante dans le domaine de la biologie de synthèse,.  En 2016, cette équipe réussit, en supprimant des gènes non essentiels, à réduire le génome de M. mycoides à 0,53 Mb et 473 gènes, créant ainsi une souche minimale dénommée JCVI-syn3.0, en fait une nouvelle espèce dénommée M. laboratorium. Ce génome est le plus petit de toutes les cellules connues capables de se reproduire. Sur les 473 gènes conservés, 149 ont une fonction inconnue.
En septembre 2021, des chercheurs de Chicago créent des microcapsules qui imitent le processus cellulaire de transport actif.